# Sabaria pulchra
Sabaria pulchra là một loài bướm đêm trong họ Geometridae.